# Боро Драшковић
Боро Драшковић (Сарајево, Краљевина Југославија, 29. мај 1935) српски је режисер, сценариста и професор универзитета.

## Биографија
Дипломирао је режију на Академији за позоришну и филмску уметност, у класи професора Хуга Клајна. До 1959. године радио је као новинар у сарајевском "Ослобођењу". Затим прелази у сарајевско Народно позориште, да режира позоришне представе. Постаје 1965. године стални редитељ у Југословенском драмском позоришту у Београду. У Новом Саду од 1976. године је професор режије на тамошњој Академији уметности. Шеф је Катедре за режију и изводи мултимедијалну наставу глуме и режије.
Као професор на многим универзитетима (САД, Индија, Кувајт, Ирак, Мађарска, Норвешка...), један од ретких редитеља који су се, са подједнаким успехом бавили разним медијима (радијом, телевизијом, филмом), аутор више књига о глуми и режији (Промена, Лавиринт, Огледало, Парадокс о редитељу, Краљ мајмуна...). У позоришту је тумачио најзначајнија дела, у широком луку од Есхила до Бекета, уз Шекспира, Молијера, Чехова, и наше класике Домановића, Петра Кочића, Данила Киша... Објавио је књигу-путопис Поглед пролазника. Пише кратке приче, сценарија, радио-драме и драме. Бора Драшковић је награђиван у земљи и иностранству. Добитник је награда градова Београда, Сарајева, Новог Сада, печата града Орлеан, Награде филмских гледалаца (Москва), Стеријине награде за театрологију, Статуете Јоаким Вујић 2011. године. Драшковићу је припала и награда медитеранских филмских фестивала за мир и толеранцију (Јерусалим), Награда Екрани Љубави за најбољи уметнички допринос (Верона), Награда за животно дело Универзитета у Новом Саду, Награда Удружења филмских радника Србије за животно дело, односно за свеукупно стваралаштво и допринос српској кинематографији... Био је и лауреат Тивериопољске филмске алијансе на Астерфесту.
Супруга Маја Драшковић (сценариста, костимограф, сценограф), стални му је сарадник у свим пројектима и медијима.
Мислим да је из много разлога данашњи свет веома тешко место за живот. Толико различитих енергија је стално у сукобу. Човеку је веома тешко да изабере прави пут и њему остане доследан. Свега је превише на свету, а човеку непрестано недостаје баш оно најважније - љубав, хлеб, вино, спокојство, посао, непогрешив поглед у будућност... Искуства кроз која смо пролазили омогућавају нам да ако ништа друго, схватимо шта би требало да чинимо. И ако нам се пружи прилика сигурно нећемо погрешити у избору. Мислим да смо за то зрели.— Боро Драшковић
Он је члан и почасни доктор Европске Филмске Академије ESRA, као и члан Српског ПЕН центра.
Добитник је награде „Поглед у свет: Војислав Вучинић" Фестивала ауторског филма, за 2023. годину.

## Дела

### Филмови
| Година | Назив                 |
| ------ | --------------------- |
| 1969.  | Хороскоп              |
| 1971.  | Нокаут                |
| 1971.  | Кухиња (ТВ филм)      |
| 1979.  | Усијање               |
| 1985.  | Живот је леп          |
| 1994.  | Вуковар - једна прича |

### Документарни филмови и ТВ драме
- Промена
- Пета колона
- Жена
- Жад
- Нешто сасвим лично
- Призори из Кине 1,2,3
- Јежи Кавалерович
- Халдор Лакснес
- Похвала Исланду, 1973.
- Убијање китова
- Парадокс о шаху, 1973.
- Прва жена диригент
- Недеља поподне на Гренланду, 1973.
- Модерни израз у умјетности
- Чудо из Бруклина,
- Филм о филму: Сеобе
- Сасвим лично

### Књиге
- Промена
- Огледало
- Лавиринт[7]
- Парадокс о редитељу
- Краљ мајмуна, Прометеј - Нови Сад, 1996.
- Поглед пролазника, Прометеј - Нови Сад. 2006.  978-86-515-0019-3..
- Равнотежа, Књижевна општина Вршац. 2007.  978-86-7497-128-4..
- Драма редитеља
- Филм о филму, Прометеј - Нови Сад. 2010.  978-86-515-0551-8..
- Круг маслином, Позоришни музеј Војводине. .
- Речник професије, Књажевско-српски театар, Крагујевац. 2012.  978-86-909821-7-2..[8]

## Галерија
- Боро Драшковић, добитник Статуете Јоаким Вујић 2011. године
- Боро и Маја Драшковић. Сарадња на ТВ драми Кухиња (А. Васкер).
- Боро Драшковић, председник жирија 5. ЈоакимИнтерФеста
- Боро Драшковић, пријем код председника Скупштине Града Крагујевца Саше Миленића